# Napa Open 1981
Il 'Napa Open 1981 è stato un torneo di tennis giocato sul cemento. È stata la 1ª edizione del Napa Open, che fa parte del Volvo Grand Prix 1981. Si è giocato a Napa negli Stati Uniti, dal 23 al 29 marzo 1981.

## Campioni

### Singolare
Sammy Giammalva ha battuto in finale  Scott Davis con il punteggio di 6–3 5–7 6–1

### Doppio
Chris Mayotte /  Richard Meyer hanno battuto in finale  Tracy Delatte /  John Hayes con il punteggio di 6–3, 3–6, 7–6